# Mimetizzazione

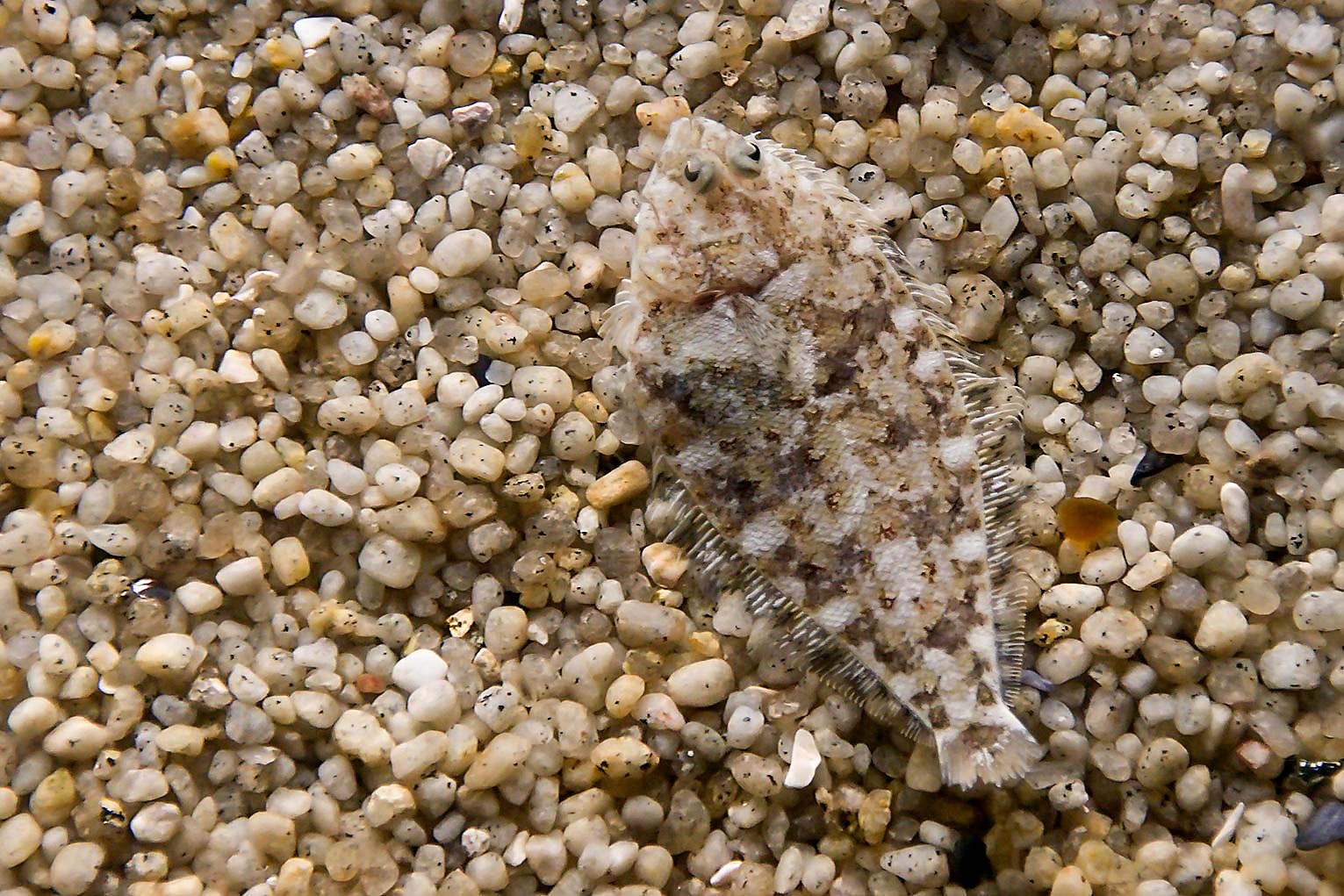
Una sogliola si mimetizza nella ghiaia del fondo del mare, grazie alla colorazione della pelle

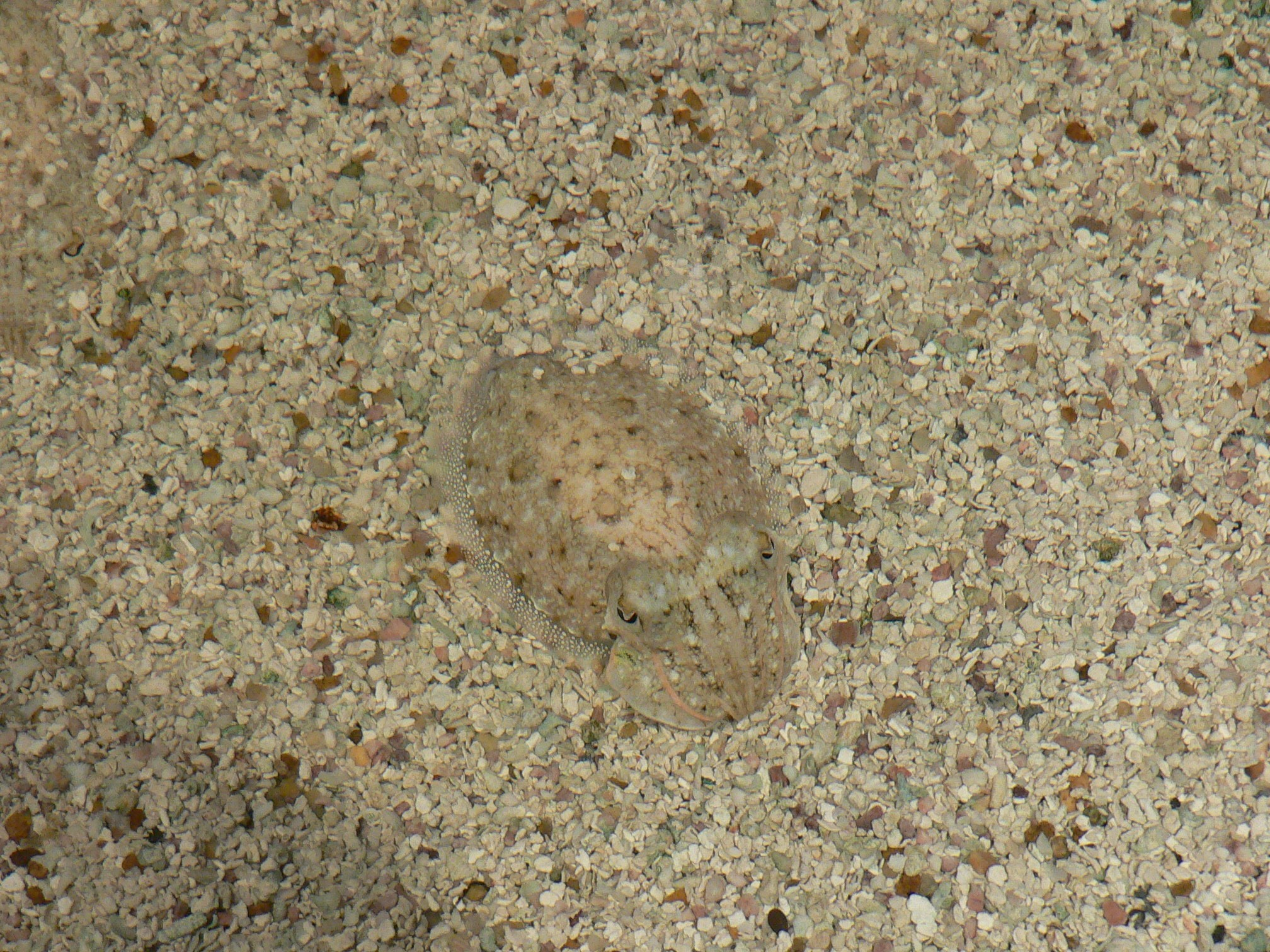
Una seppia nascosta sotto la sabbia

La mimetizzazione è una delle tecniche di mimetismo, cioè di imitazione, che intende la capacità di ingannare per trarne un vantaggio evolutivo nella specie animale e/o vegetale. Differisce dal camuffamento che invece è una tecnica con la quale alcune specie, veicoli e persone, tentano di dissimulare la loro natura, imitando gli aspetti esteriori di altre.

## Tecnica della moltiplicazione

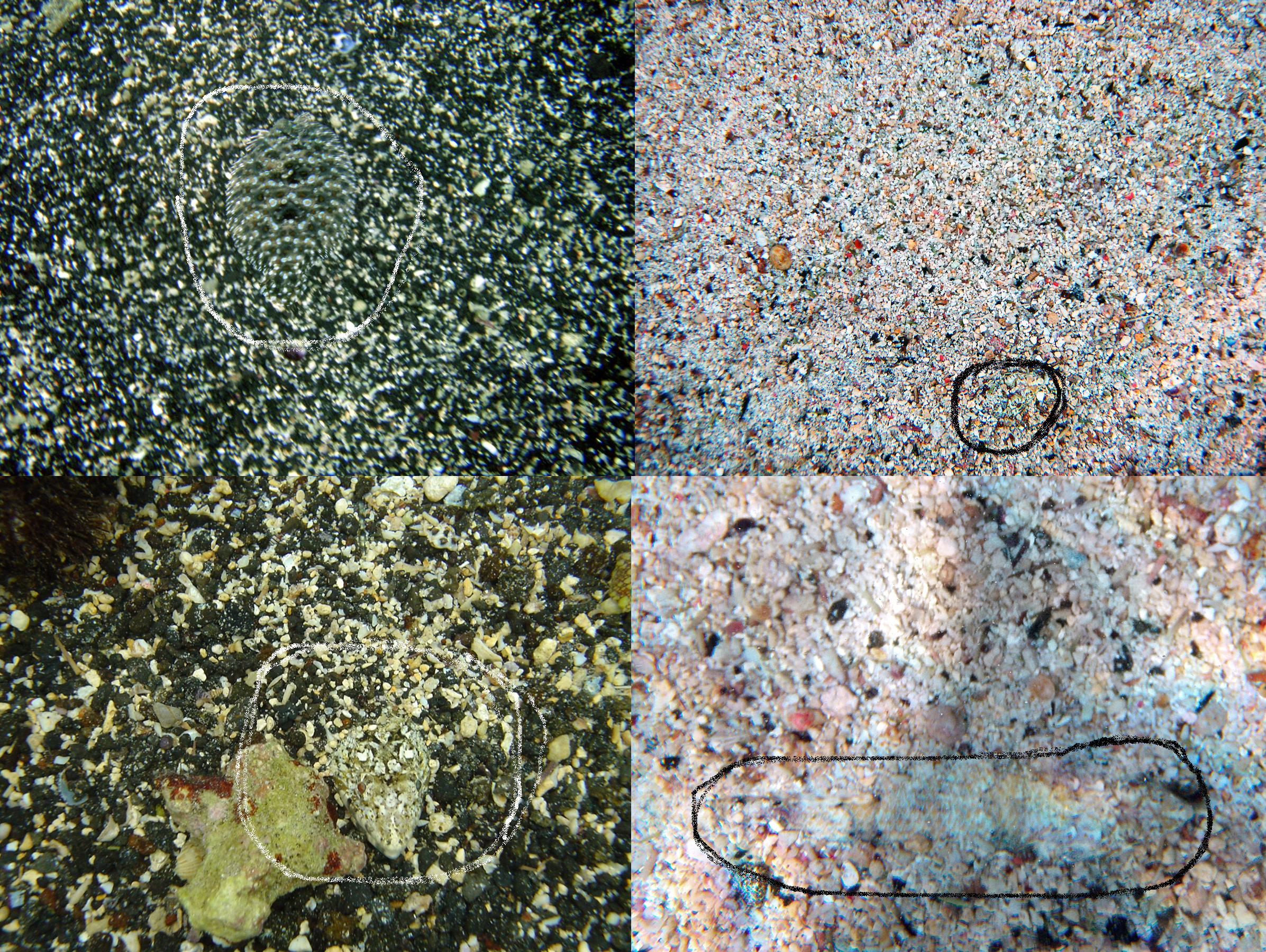
Esempio di mimetizzazione di alcuni animali nella sabbia

I fattori che vengono presi in considerazione quando si camuffa un oggetto sono tre: colore, brillantezza e forma. Un oggetto camuffato deve avere un colore il più possibile somigliante a quello dell'ambiente in cui si trova, le superfici riflettenti vengono coperte o brunite in modo da evitare riflessi luminosi, la forma viene dissimulata, ad esempio mediante l'applicazione di strisce di stoffa irregolari, in modo si confonda con lo sfondo della vegetazione e l'identificazione dell'oggetto da una certa distanza risulti assai difficile.

### Mimetizzazione degli animali
Gli animali ricorrono al camuffamento o mimetismo criptico in molti altri ambiti con tecniche di mimetismo nascondendosi sotto la sabbia o con altri metodi, come le mosche imitatrici.
Tra gli esempi si possono annoverare il manto chiazzato del leopardo e le farfalle che assomigliano a foglie. La mimetizzazione è una forma di inganno visivo;
Secondo la teoria della selezione naturale concepita da  Charles Darwin, un tratto fenotipico come quello della mimetizzazione, cioè il possedere caratteristiche tali da confondersi con l'ambiente circostante, possono aiutare un animale a sopravvivere e la proprietà tenderà a propagarsi a tutte le generazioni successive.

### La mimetizzazione militare

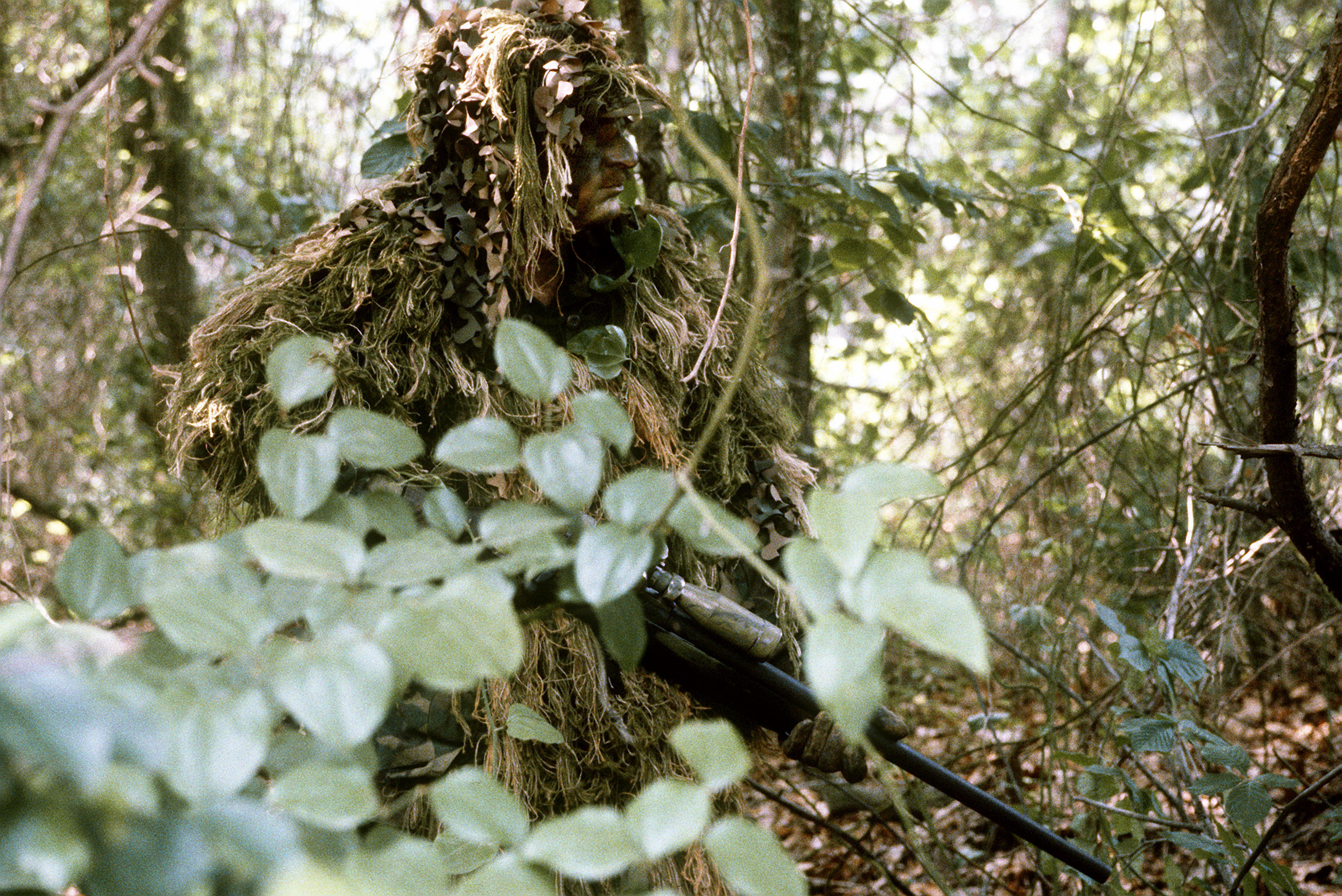
Un tiratore scelto con la divisa mimetica chiamata ghillie suit

Il camuffamento militare è una della vasta serie di tecniche di inganno e occultamento da tutti i metodi di scoperta, compresi quelli che utilizzano il suono o sono basati sul radar, casi in cui vengono usati dei dispositivi ingannatori (decoy in inglese) o di disturbo elettronico (in inglese radar jamming).
Esempio tipico è la tenuta detta popolarmente "mimetica" dei soldati moderni.